# Murajwid
Murajwid (arab. مريود) – wieś w Syrii, w muhafazie Hama. W 2004 roku liczyła 750 mieszkańców.